# Música (película de 2024)
Música es una película de comedia romántica y  coming-of-age estadounidense de 2024 protagonizada y dirigida por Rudy Mancuso en su debut como director de largometraje. Mancuso también coescribió el guion con Dan Lagana y compuso la banda sonora original de la película. Camila Mendes y J. B. Smoove coprotagonizan.
Música tuvo su estreno mundial en South by Southwest el 14 de marzo de 2024 y fue estrenada por Amazon Prime Video el 4 de abril de 2024.

## Sinopsis
Un joven, acosado por la música en su cabeza, tiene que aceptar un futuro incierto mientras equilibra el amor, la familia y la cultura brasileña en Newark, Nueva Jersey.

## Reparto
- Rudy Mancuso como Rudy
- Camila Mendes como Isabella[2]
- J. B. Smoove como Anwar
- Francesca Reale como Haley
- Maria Mancuso como Maria
- Gabriela Amerth como Jill
- Andy Grotelueschen como Profesor
- Camila Senna como Luana
- Regina Schneider como Claire Dombeck

Además, Andy Muschietti aparece como un músico callejero del metro.

## Producción
En abril de 2022, se anunció que se estaba desarrollando una película de comedia romántica escrita y dirigida por Rudy Mancuso titulada Música, con Mancuso, Camila Mendes, JB Smoove, Francesca Reale y Maria Mancuso completando el elenco.

## Estreno
Música tuvo su estreno mundial en South by Southwest el 13 de marzo de 2024. Fue estrenada en Estados Unidos el 4 de abril de 2024.